# De Vergottini (famiglia)
La famiglia de Vergottini è una famiglia originaria del Lago di Como vissuta dalla fine del Seicento alla metà del Novecento a Parenzo. Per diverse generazioni i suoi membri ricoprirono ruoli politici e diplomatici. 

## Gli inizi della famiglia de Vergottini

### Le origini lombarde
La presenza in Istria dei de Vergottini risale alla fine del Seicento. Le informazioni disponibili includono dati raccolti da Giovanni de Vergottini (1900-1973), nonché dati inclusi nel Registro dei Battesimi Matrimoni Morti Cresime 1640 / 1680 della Parrocchia di Bellano, sul Lago di Como, e nell’Archivio di Stato croato di Pisino dove è depositato il vecchio archivio notarile di Parenzo. L’origine della famiglia è quindi in Lombardia. Nel registro della parrocchia di Bellano, infatti, si trova l’atto di nascita di Bartolomeo Vergottini (9 febbraio 1641). 
I Vergottini si sono spostati in Istria negli ultimi decenni del Seicento, coerentemente con la situazione politica di quel periodo: nella seconda metà del Seicento la Repubblica di Venezia attuò una politica di ripopolamento del territorio istriano, afflitto a più riprese da pestilenze che ne avevano falcidiato la popolazione. La maggior parte dei nuovi arrivati proveniva dai Balcani, dall’Albania e dalla Dalmazia, fuggendo dalla minaccia turca. Molte altre famiglie, invece, furono fatte arrivare dai territori italiani, più precisamente dalla Carnia e dal Friuli, ma anche dalla Lombardia. Il territorio di Bellano, parte dello Stato di Milano, confinava infatti con i possedimenti di terraferma della Serenissima.
I Vergottini si spostarono in Istria sfruttando la loro attività imprenditoriale, ovvero il commercio di ferro. La Repubblica veneta, infatti, era dal XIII secolo un riferimento commerciale per il territorio di Bellano, essendo posto al confine tra la Valsassina e la Bergamasca. Anche la crisi economico-agricola che aveva investito lo Stato di Milano potrebbe avere favorito la partenza dei Vergottini da Bellano verso le riviere istriane, dove il commercio in ferro poteva giovare dei traffici con l’Oriente e con l’Europa settentrionale in un clima di minore concorrenza rispetto a quello del Lago di Como, dove tale attività era particolarmente diffusa.

### Il trasferimento a Parenzo e l’affermazione sociale della famiglia
Successivamente, risulta da un atto di compravendita stilato a Parenzo il 24 gennaio 1695 che Bartolomeo Vergottin di Giovanni, abitante di Parenzo, vendette un negozio di ferramenta a suo cognato originario di Lezzeno e dimorante a Parenzo. Nell’atto notarile Bartolomeo è descritto come proveniente dallo Stato di Milano sopra il Lago di Como. Si era quindi trasferito a Parenzo prima del 1695.
Del ramo della famiglia facente capo a Bartolomeo si perdono a questo punto le tracce, mentre esiste documentazione di altro ramo da cui deriva la famiglia Vergottini radicata in seguito a Parenzo. Infatti, in un ulteriore atto notarile redatto a Parenzo del 23 ottobre 1728, Giovanni Vergottin di Antonio e suo fratello Bartolomeo acquistarono una casa a Parenzo. Successivamente, un altro contratto del 24 settembre 1730 dimostra l’acquisto da parte degli stessi fratelli di un terreno agricolo a Monsalice.
All’inizio del Settecento erano già considerati proprietari terrieri di rilievo nell’economia provinciale. La famiglia si era quindi inserita nel processo di sviluppo della agricoltura e dei commerci che aveva caratterizzato gli ultimi anni della Serenissima e che si sarebbe mantenuto nel periodo francese e austriaco, nonostante i decenni di crisi e sottosviluppo che avevano caratterizzato il territorio. L’azienda agricola di proprietà della famiglia, come le altre del territorio, comprendeva olivicultura, viticultura, allevamento.
In aggiunta, il canonico Pietro Stancovich nelle sue biografie di inizio Ottocento indicò alcuni della famiglia come "istriani illustri", ovvero Antonio (1716-1798) e il nipote Bartolomeo (1759-1801). Il primo membro della famiglia de Vergottini di cui si hanno informazioni precise è Antonio Gabriele (1650-1720). Giovanni (1682-1759), suo figlio, è sepolto nella prima cappella di destra della Basilica Eufrasiana, insieme alla moglie Diana. Si può quindi affermare che già a metà Settecento la famiglia avesse conseguito un notevole peso economico e sociale a Parenzo. Infatti, in diversi atti di nascita e di matrimonio stilati presso la basilica cattedrale in quel periodo, si trovano come testimoni membri di famiglie nobili del luogo.

## L'attività politica dei Vergottini
L’affermazione sociale della famiglia si è confermata per generazioni. Lo dimostrano il riconoscimento di Nicolò Vergottini (1735-1814) come nobile di Pola, con atto redatto a Parenzo dal notaio Bernardino Marchetti e registrato nel Libro dei Proclami di Venezia da Angelus Maria Priolus il 26 aprile 1791. Esiste anche documentazione dell'aggregazione di Nicolò nel consiglio di Castel San Lorenzo (San Lorenzo del Pasenatico) del 1779. Infine, l’8 dicembre 1801 venne documentata la aggregazione di Nicolò nel Consiglio dei nobili di Parenzo.
Tale titolo ha permesso anche ai figli di Nicolò, Bartolomeo (1759-1801) e Giuseppe (1760-1833), di godere di particolare protezione da parte del vescovo di Parenzo Gaspare Negri durante il loro periodo di studi al Collegio di San Luigi di Bologna. Bartolomeo fu successivamente membro onorario della Società di agricoltura pratica di Udine e socio dell'Accademia degli intricati di Pirano, nonché un erudito molto quotato di memorie locali.
Giuseppe, invece, fu successivamente attivo a Venezia negli anni che precedettero la fine della Repubblica, come indica la procura rilasciatagli il 14 maggio 1793 da Ludovico Manin, ultimo Doge prima della venuta dei francesi. Dell’attività amministrativa di Giuseppe si conserva ampia documentazione nell’archivio della famiglia de Vergottini. Giovanni de Vergottini (1900-1973) nel suo saggio su La fine del dominio napoleonico in Istria ricorda Giuseppe come il principale collaboratore di Angelo Calafati, l’avvocato dalmata che nel 1797 si distinse a Venezia fra gli agitatori democratici e divenne esponente del governo francese in Istria. 
A distinguersi nel periodo risorgimentale furono anche i figli di Giuseppe, ovvero Nicolò (1797-1859) e Giuseppe (1815-1884). Il primo durante l’insurrezione di Venezia del biennio 1848-1849 venne nominato da Daniele Manin all’ufficio di Prefetto dell’ordine pubblico, equivalente a ministro dell’interno o di polizia. Insieme a lui partecipò alla Guardia Civica anche il fratello Giuseppe, che nel 1861 fu eletto alla Dieta provinciale istriana passata alla storia come “Dieta del Nessuno”. Per dodici anni (1872-1884) Giuseppe ricoprì anche il ruolo di Podestà di Parenzo.
Successivamente, a fine Ottocento Tomaso Vergottini (1857-1942) divenne deputato a Vienna (1889-1891). Nello stesso periodo entrò nella Dieta istriana come esponente della proprietà terriera e del partito liberale-nazionale italiano. È ricordato anche per essere stato Presidente del Comitato di salute pubblica che ha per pochi giorni retto la città di Parenzo nel trapasso dal governo austriaco a quello italiano. Aderì successivamente al Fascio nel 1920 e divenne commendatore dell’Ordine della Corona d’Italia nel 1934.
Nel Novecento tra gli esponenti di rilievo politico e diplomatico della famiglia de Vergottini si ricordano il giurista Giovanni “Gino” (1900-1973), lo statistico Mario (1901-1971) e Antonio (1904-1943), figli di Tomaso Vergottini (1857-1942). L’ultimo passò la sua vita occupandosi dell’azienda agricola di famiglia, nonché ricoprendo per un biennio (1941-1943) l’incarico di Podestà di Parenzo. Si ricorda infine il diplomatico Tomaso de Vergottini (1933-2008), figlio di Antonio (1904-1943) che ha retto l’ambasciata di Santiago del Cile durante il governo della giunta militare (1973-1983).

### Esponenti di rilievo della famiglia de Vergottini
- Nicolò (1797-1859)
- Tomaso (1857-1942)
- Giovanni (1900-1973)
- Mario (1901-1971)
- Tomaso (1933-2008)

## Il periodo delle foibe e l’abbandono di Parenzo
Nell’estate del 1943 la situazione politica in Istria si era mantenuta sotto il controllo delle autorità. Con l’8 settembre si dissolse l’amministrazione militare e civile nel territorio della provincia e iniziò una parziale occupazione da parte dei partigiani jugoslavi. Rimasero fuori dalla portata di questi i centri più importanti (Trieste, Pola, Fiume). Per tre settimane si manifestano sequestri e uccisioni.
Parenzo, dopo alcuni giorni di calma in cui su invito dei carabinieri si era costituito un Comitato di salute pubblica che doveva assicurare l’ordine e la protezione nei confronti di bande partigiane che si approssimavano, venne occupata dai partigiani jugoslavi. L’unica autorità cittadina rimasta risultò il vescovo Raffaele Radossi, che tuttavia sconsigliò ogni tentativo di difesa armata in quanto aveva ritenuto tranquillizzanti le assicurazioni dei capi partigiani. Questi procedettero all’arresto di decine di persone della comunità locale, destinati ad essere in seguito eliminati (circa un centinaio di vittime solo nel parentino fra i fatti del 1943 e la successiva conclusione post 1945).
Antonio (1904-1943) fu prelevato dalla casa di famiglia in Via della Stazione 7 a Parenzo la mattina del 24 settembre 1943. Da lì venne condotto a Pisino, nel castello Montecuccoli trasformato in prigione. All’arrivo di reparti tedeschi che stavano avanzando per prendere il controllo del territorio istriano, i prigionieri vennero condotti con corriere in diversi luoghi ed uccisi. Secondo la dichiarazione di morte presunta, il giorno dell’uccisione di Antonio sarebbe il 4 ottobre 1943. 
Negli stessi giorni venne sequestrato il cugino Nicolò, figlio di Giuseppe, anche lui condotto a Pisino. Il 3 ottobre Nicolò venne ucciso alla foiba di Vines. La famiglia di Antonio e quella di Nicolò lasciarono la città al pari della quasi totalità degli abitanti di Parenzo in quanto considerati nemici del popolo, privati dei loro diritti.
Le uccisioni di Antonio e di Nicolò cambiarono definitivamente il percorso che la famiglia aveva iniziato a fine Seicento. Seguirono il periodo dell’occupazione tedesca e il periodo di quella jugoslava. Sia il ramo dei figli di Giuseppe - Nicolò e Bartolomeo - sia quello dei figli di Tomaso - Giovanni, Mario e Antonio - erano proprietari di immobili in città e nei paesi e nelle campagne dei dintorni, e gestivano aziende agricole. Essendo stati dichiarati nemici del popolo dal regime comunista jugoslavo, i de Vergottini hanno avuto confiscate le proprietà al momento dell’occupazione.

## La questione della nobiltà
Antonio (1717-1798) è tradizionalmente definito come aggregato al Consiglio nobile di Parenzo nel 1741 ma ad personam. Esiste, invece, documentazione della aggregazione di Nicolò (1735-1814) al Consiglio del Castello di San Lorenzo nel 1779, nonché al Consiglio dei nobili di Pola nel 1786. Nel 1791, con provvedimento rilasciato dall’autorità di Venezia, venne assicurata la protezione del titolo di Nicolò. Successivi provvedimenti garantirono la protezione nobiliare anche dei suoi figli - Giuseppe e Bartolomeo.
Con la fine del dominio francese e l'ascesa del governo austriaco, la Commissione araldica riconobbe al Consiglio cittadino di Parenzo come corpo rappresentativo nobile. Pertanto venne accordato alle famiglie aggregate ad esso di poter sottoporre all’imperatore le loro istanze per la conferma di nobiltà. Tra di essi, i Vergottini ottennero tale conferma, aggiungendo quindi al loro cognome il prefisso de.
Successivamente al primo conflitto mondiale fu iniziata la pratica per l’iscrizione nell’elenco delle famiglie nobili del Regno d’Italia (1922), ma l’assenza di un documento richiesto ha impedito alla Consulta Araldica di accettare la richiesta. In sintesi, diversi membri della famiglia furono riconosciuti come nobili a Parenzo, ma la trasposizione del titolo all’interno del Regno d’Italia non è stata possibile.